# Arapiles (municipi)
Arapiles és un municipi de la província de Salamanca a la comunitat autònoma de Castella i Lleó. Limita al nord amb els termes de Salamanca i Carbajosa de la Sagrada, a l'est amb Calvarrasa de Arriba, al sud-est amb Terradillos, al sud amb Mozárbez i a l'oest amb Miranda de Azán i Aldeatejada. Al darrer terç del s. XX el incorpora el terme municipal de Las Torres. El 1812 s'hi lliurà la Batalla dels Arapiles.
| 1991 | 1996 | 2001 | 2004 |
| ---- | ---- | ---- | ---- |
| 488  | 520  | 479  | 491  |